# Igor Astapkovitj
Igor Vjatjeslavovitj Astapkovitj (belarusiska: Ігар Вячаслававіч Астапкоіч, född den 4 januari 1963 i Minsk, är en vitrysk före detta friidrottare som under 1990-talet och början av 2000-talet tävlade i släggkastning.
Astapkovitjs genombrott kom då han som 27-åring vann EM-guld i släggkastning vid EM i Split 1990. Året efter deltog han vid VM i Tokyo och blev där silvermedaljör halvmetern efter landsmannen Jurij Sedych. Vid Olympiska sommarspelen 1992 slutade Astapkovitj tvåa, denna gång var det Uzbeken Andrej Abduvaljev som blev hans överman. Abduvaljev lyckades även vid VM 1993 och 1995 precis slå Astapkovitj som båda gångerna slutade tvåa.
VM 1997 blev han femma och på EM 1998 slutade han först på en sjunde plats. Även VM 1999 blev en missräkning och han blev nia. Vid Olympiska sommarspelen 2000 i Sydney lyckades han återigen bli medaljör, den här gången blev det en bronsmedalj. Efter framgången i Sydney lyckades han inte nå samma resultat under resten av sin karriär. Vid VM 2001 i Edmonton blev det en sjunde plats och på hans sista mästerskap Olympiska sommarspelen 2004 slutade han nia.
Det personliga rekordet är 84,62 vilket kom vid en tävling 1992. Vidare lyckades han att varje år mellan 1985 och 2004 kasta över 80 meter.